# 何璟
何 璟（か けい、He Jing、1816年 - 1888年）は、清末の官僚。字は伯玉、号は小宋。広東省香山県出身。
道光23年（1843年）に挙人となり、道光27年（1847年）に進士となった。同治3年（1864年）、安徽按察使・布政使代理となり捻軍の鎮圧に尽力した。同治4年（1865年）には湖北布政使、更に山西布政使に転任となった。
同治9年（1870年）より福建巡撫、山西巡撫、江蘇巡撫、両江総督、弁理通商事務大臣を歴任、光緒2年（1876年）に閩浙総督・福州将軍となり、光緒5年（1879年）から福建巡撫を兼ねた。光緒10年（1884年）の清仏戦争の際には沿岸部と台湾の防衛の責任者となったが、8月の馬江海戦でフランス艦隊が福州馬尾造船所を襲撃すると、援軍をすぐに送らずに機をうかがって逃走したために、戦争終結後免職となった。
晩年は広東省の応元書院で講義を行った。著作には『春秋大義録』『事余軒詩』がある。